# Битва при Зютфене
Битва при Зю́тфене — сражение 22 сентября 1586 года между союзной англо-голландской армией и испанцами в районе города Зютфен в рамках Восьмидесятилетней войны.
В 1585 году Англия подписала договор с Генеральными штатами Нидерландов и официально вступила в войну против Испании. Роберт Дадли, граф Лестер, был назначен генерал-губернатором Нидерландов и отправился туда во главе английской армии для поддержки голландских повстанцев. Когда Алессандро Фарнезе, командир испанской армии во Фландрии, осадили город Райнберг, Лестер, в свою очередь, осадил город Зютфен в провинции Гельдерн, на восточном берегу реки Эйссел.
Зютфен было стратегически важен для Фарнезе, поскольку контроль над ним позволял взимать налоги с богатого региона Велюве. Поэтому он оставил часть войск осаждать Райнберг и отправился на выручку. Попытка снять осаду сходу не удалась, тогда Фарнезе собрал большой конвой для доставки в город ресурсов и поручил командование им маркизу Васто. Лестер узнал об этом конвое, когда был перехвачен испанский курьер. Англичане и голландцы подготовили засаду, но в конце концов испанцам с боем удалось провести конвой в Зютфен: испанская кавалерия, состоявшая в основном из итальянских и албанских солдат, была разбита кавалерией графа Эссекса, однако испанская пехота сдержала натиск и выполнила задачу. После этого испанцы, получив подкрепления, вынудили англичан отступить.
Зютфен остался под контролем испанцев, хотя в последующие недели англичанам удалось захватить крупный испанский форт на берегу Эйссела напротив города. Большинство английских завоеваний были сведены на нет, когда через год английский губернатор Девентера перешёл на сторону испанцев и сдал город Фарнезе.

## Предыстория
В 1585 году королева Елизавета I приняла Республику Соединенных провинций под своё покровительство и подписала договор о взаимопомощи. Англия направила 5000 пехотинцев и 1000 кавалеристов в Нидерланды, а Роберт Дадли, граф Лестер, был назначен генерал-губернатором Нидерландов. Командуя не обученными и плохо оплачиваемыми солдатами, Лестер не смог помешать испанской армии Алессандро Фарнезе, герцога Пармы, захватить Граве, Венло и Нойс, но сумел занять Аксель.

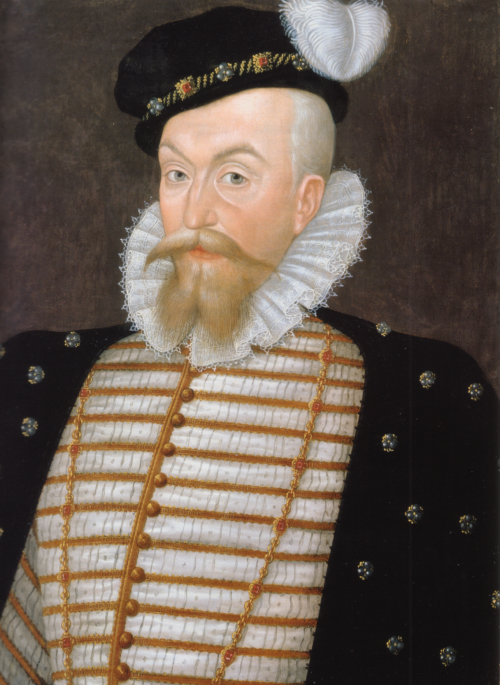
Роберт Дадли, граф Лестер

Когда Фарнезе в сентябре 1586 года осадили Райнберг армия Лестера двинулись к Зютфену и взяла испанский форт на левом берегу реки Эйссел. 18 сентября англичане возвели понтонный мост через Эйссел и заняли позиции на правом берегу реки, таким образом окружив Зютфен. Англо-голландская армия Лестера состояла из 8000 пехотинцев — в основном англичан и шотландцев, а также 1400 ирландцев и 3000 кавалеристов. Роберт Деверё, 2-й граф Эссекс, командовал кавалерией, Джон Норрейс — пехотой, а Вильям Пелхэм был комендантом лагеря, в котором находились, в частности, Гебхард Трухзес, свергнутый архиепископ Кёльна, и Мануэль, претендент на португальскую корону.

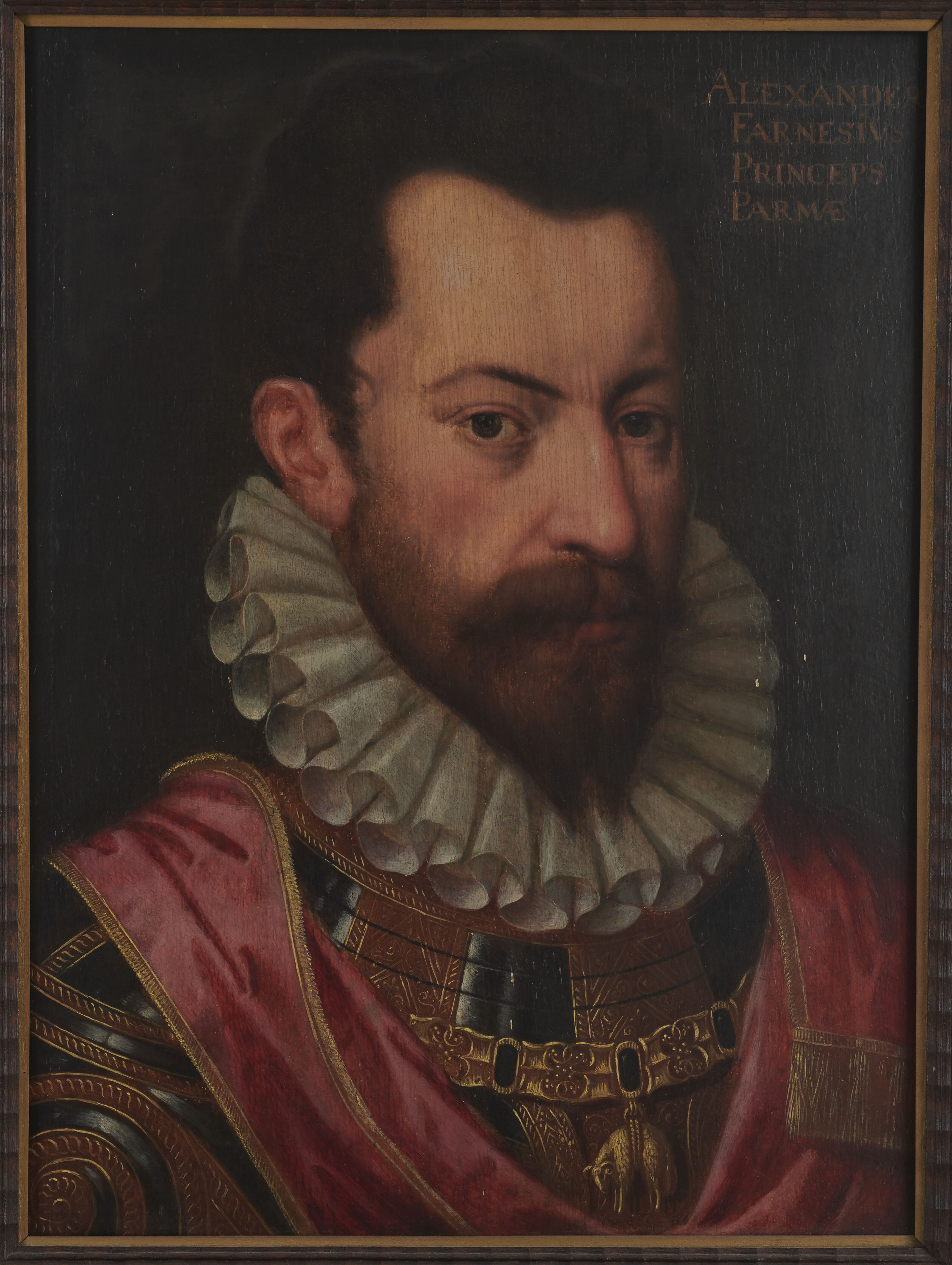
Алессандро Фарнезе

Получив известие об осаде, Фарнезе направил губернатору Фрисландии Франсиско Вердуго в Боркуло 400 пехотинцев и две кавалерийских роты. Эти войска Вердуго укрепил 600 пехотинцами и ещё двумя кавалерийскими ротами под командованием Йоханнеса ван Таксиса и направился к Зютфену. Фарнезе оставил часть войск для блокады Райнберга и отправился лично к Зютфену с 600 кавалеристами и конвоем из 300 возов с зерном. Лестер был в Девентере, когда узнал о прибытии испанцев, и вернулся в осадный лагерь. По приезде он обнаружил, что Филипп Гогенлоэ-Нойенштайн и Вильгельм Людвиг Нассау-Дилленбургский уже закрепились с войсками на холме вдоль правого берега Эйссела. Лестер был проинформирован о возможных способах, посредством которых испанская армия попытается доставить в город ресурсы, но из-за недоразумения дороги не были взяты под охрану.
Во главе с Фарнезе и Вердуго испанские войска покинули Боркуло ночью, прошли в окрестностях голландского города Лохем и прошли в Зютфен через узкую просеку среди густых лесов. Фарнезе помолился в церкви города и с её колокольни осмотрел английскую армию. На следующее утро, после того как захваченный шотландский офицер рассказал о планах и силах Лестера, был проведен военный совет. Фарнезе собирался защищать город лично, но Вердуго отговорил его, указав, что не следует «давать королеве Англии повод хвастать, что герцог Пармы был пленен ею в Зютфене». Фарнезе вернулся в Боркуло, поручив командование Вердуго, и послал Таксиса охранять форт неподалеку.

## Подготовка к битве

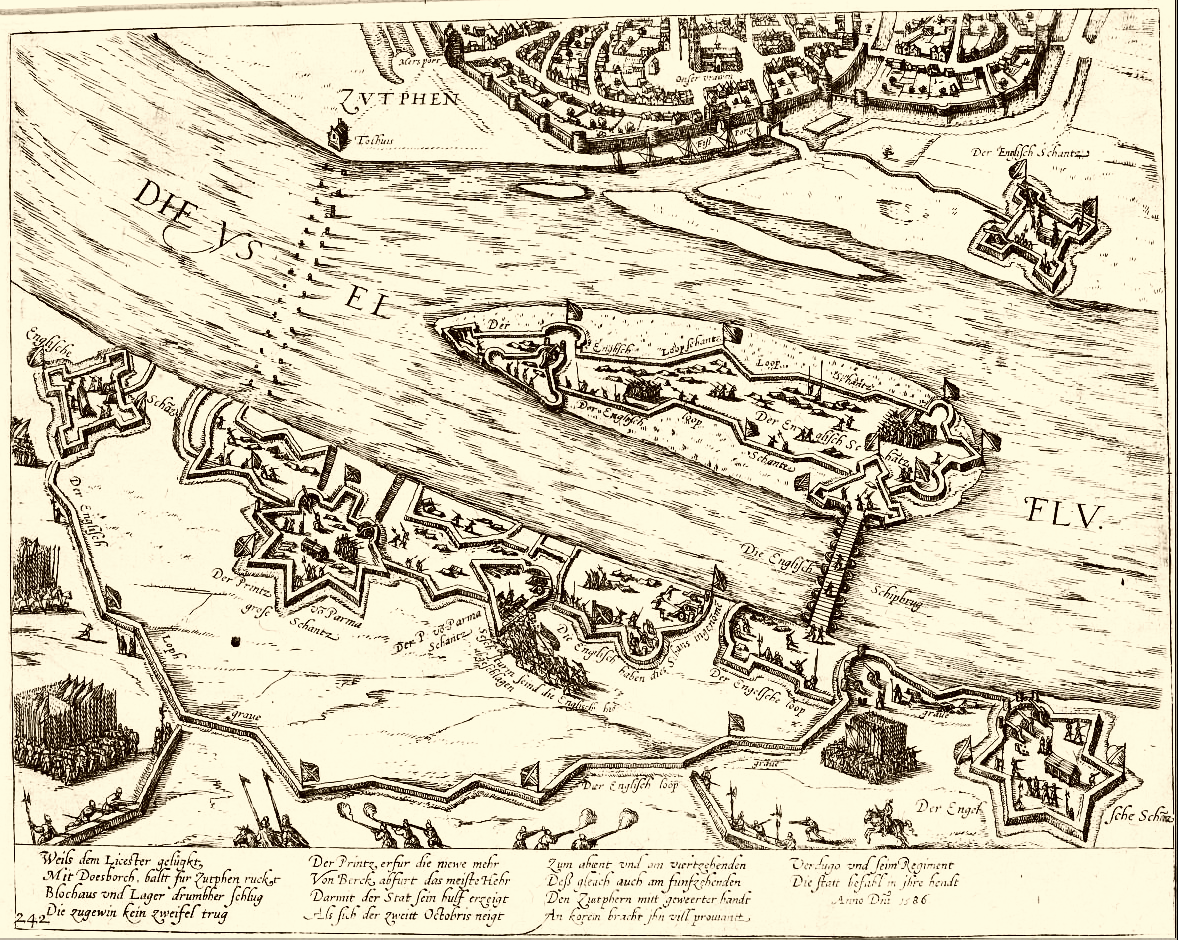
Осада Зютфена войсками графа Лестера.

Чтобы спасти гарнизон Зютфена, Фарнезе собрал в городах Грунло, Олдензал, Линген и Мюнстер достаточно пищи, чтобы прокормить 4000 человек в течение трех месяцев. После доставки этого груза в Боркуло был сформирован большой конвой для сопровождения продовольствия в Зютфен. Конвой должен был сопровождать Альфонсо Феликс де Авалос Акино-и-Гонзага, маркиз Васто, во главе эскорта из 2500 пехотинцев — из них 1000 испанцев — и 600 итальянских и албанских кавалеристов (по версии историка Фамиано Страды) или из 600 пехотинцев и 300 кавалеристов (как утверждает испанский летописец и участник битвы Алонсо Васкес). 21 сентября Фарнезе направил письмо Вердуго с приказом покинуть Зютфен с 1000 солдат, встретить конвой и доставить его в город. Курьер Фарнезе, однако, был перехвачен рядом с Лохемом англичанами, и Лестер узнал о конвое. Убежденный одним из офицеров, капитаном Роуленд-Йорком, он подготовил засаду .
Лестер ждал испанской конвоя возле небольшой деревни Варнсвельд, в полумиле от Зютфена. При поддержке графа Эссекса, Джона Норрейса, сэра Уильяма Стэнли, лорда Уиллоуби, сэра Филиппа Сидни и Уильяма Рассела, Лестер повёл в бой 1500 пехотинцев и 200 кавалеристов. Фамиано Страда увеличивает эти цифры до 3000 пехотинцев и 400 кавалеристов, а Алонсо Васкес — до приблизительно 8000. Американский историк XIX века Джон Лотроп Мотли, напротив, снижает численность английской армии до 200 кавалеристов и 300 пикинёров, добавляя при этом, что «гораздо большие войска находились в резерве».
Лестер развернул свою кавалерию в две эскадрильи, образовал большой пехотный батальон, поставив в авангард 300—350 пикинёров под руководством сэра Уильяма Стэнли и лорда Одли, и окружил дорогу отрядами мушкетеров и аркебузиров. Однако утро 22 сентября выдалось очень туманным, и англичане встретили конвой раньше, чем ожидали. Васто оставил часть своей конницы близ Лозема для охраны тыла конвоя. В 8:00 утра, когда испанцы во главе с маркизом Васто прошли Варнсвелд, Стэнли и лорд Одли начали перестрелку с испанским авангардом. После первых столкновений граф Эссекс бросился на испанцев, увлекая за собой кавалерию с криком: «Следуйте за мной, парни, за честь Англии и королевы Англии!».

## Сражение

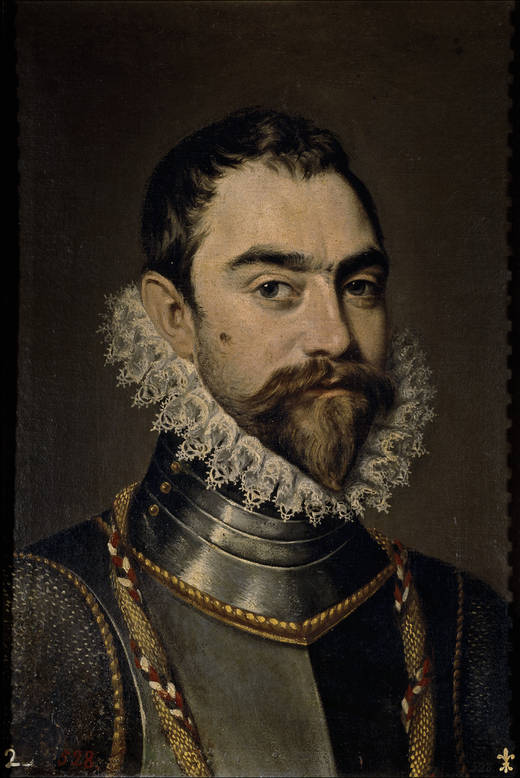
Полковник Франсиско Вердуго

Испанский авангард дрогнул при первых же залпах англичан, но пикинёры под командованием капитанов Педро Манрике и Мануэля де Вега, а также отряды Франсиско де Бобадильи и Хуана дель Агила смогли переформироваться и защитить обоз. Поскольку солдаты, правившие возами, также бежали, испанским аркебузирам пришлось занять их места и продолжить движение возов в направлении Зютфена. Пикинёры Стэнли пошли в атаку, но были вынуждены отступить под огнём испанских мушкетеров. Английская кавалерия в то же время ударила во фланг мушкетерам, и хотя им удалось взломать два или три первых ряда, англичане не смогли продвинуться дальше.
Чтобы уменьшить давление на испанскую пехоту, маркиз Васто собрал свою кавалерию и обрушился на пехоту Стэнли. Маркиз чуть не погиб, когда английский солдат напал на него с боевым топором, но испанский кавалерист Аренас спас его, пронзив англичанина копьем. Васто вышел из боя и встретился с Вердуго и Таксисом, которые вышли из Зютфена навстречу конвою. Пока они беседовали, английские войска безуспешно атаковали форт Зютфена на другом берегу Эйссела, который защищал отряд графа Германа ван ден Берга. На мгновение Вердуго подумал, что перестрелка началась внутри Зютфена и городские мещане поднялись с оружием против англичан, поэтому он вернулся в город. Лестер совершил ту же ошибку, посчитав, что фризы графа Вильгельма Людвига Нассау-Дилленбургского уже смогли проникнуть в город.
Во всеобщем замешательстве кавалерия Васто, состоявшая из итальянские и албанских всадников под командованием Аппио Конти, Ганнибала Гонзага, Джорджо Крешия и Николо Цефиса достигли Зютфена. Без приказа Васто отряды Гонзага и Крешия, напали на англичан. Крешия был ранен и взят в плен лордом Уиллоуби, в то время как Гонзага, не носивший шлем, получил серьёзное ранение в шею и упал с лошади. С английской стороны Филипп Сидни (известный придворный поэт) был ранен в ногу (и позже скончался). Испанская кавалерия была вынуждена отступить под защиту своей пехоты, которая дала жесткий отпор английской кавалерии. Вердуго при поддержке албанского капитана Николао Баста и пастора де-лас-Куэваса смог восстановить порядок в испанских рядах. Увидев переформировавшуюся испанскую армию, английский и голландский командиры не решились продолжать бой и отступили в свой лагерь. Несколько испанских пикинёров, не подчинившись приказу, начали преследовать англичан.

## Последствия

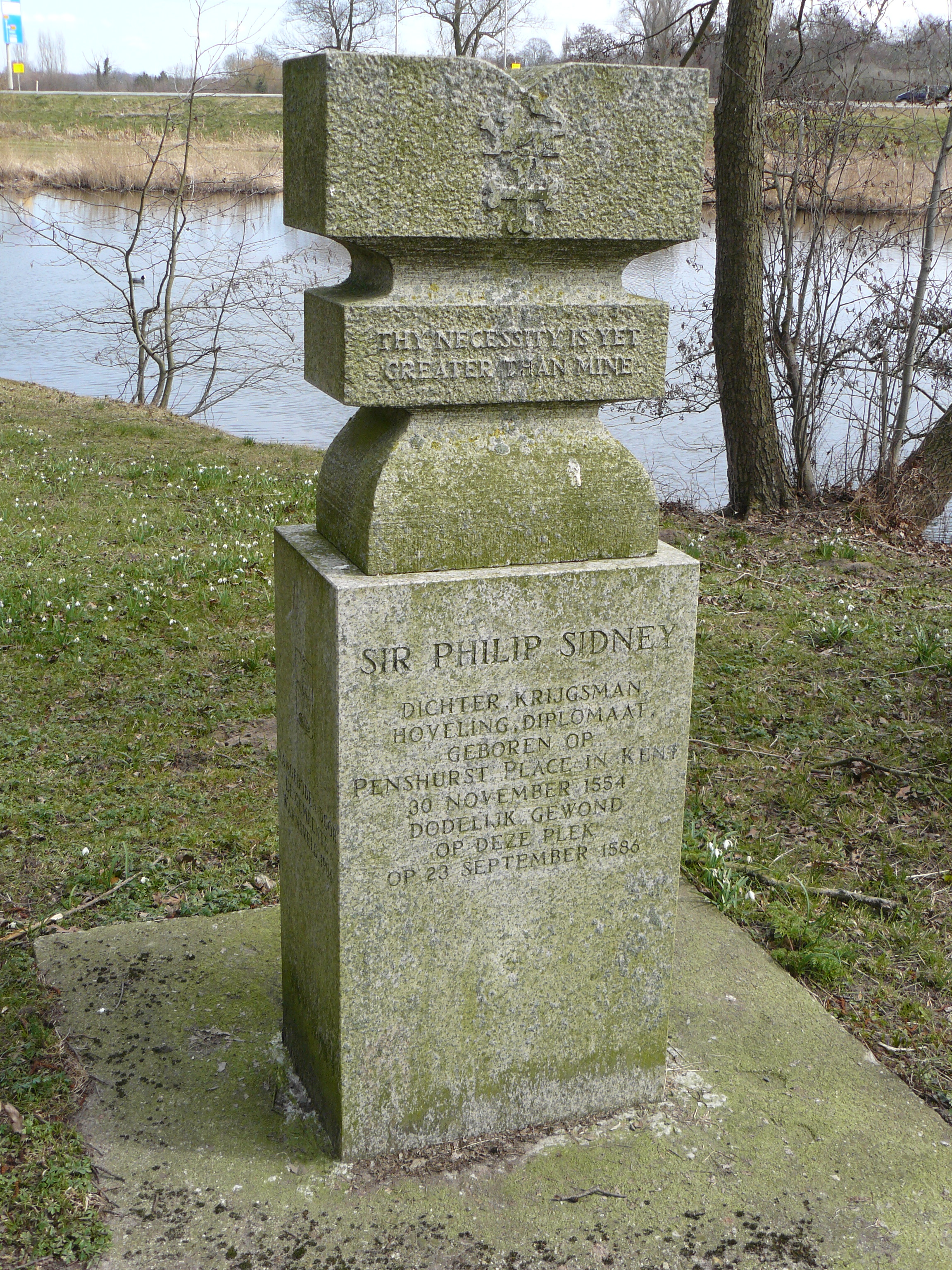
Памятник на месте, где сэр Филипп Сидни получил ранение в ногу, приведшее к его смерти от гангрены.

Историки не уверены в количестве жертв с обеих сторон. Мотли утверждает, что 13 всадников и 22 пехотинца были убиты с английской стороны против «возможно» 200 человек с испанской стороны. С другой стороны, Васкес заявляет, что испанцы «стали победителями с очень небольшими потерями, ранив и убив многих мятежников».
Конвой прибыл по назначению, и 12 октября Фарнезе лично посетил гарнизон Зютфена. Позже он послал Вердуго обратно во Фрисландию и оставил Иоханнеса ван Таксиса ответственным за Зютфен, а испанская армия ушла на свои зимние квартиры. Когда Фарнезе отбыл в Брюссель, чтобы провести там зиму, граф Лестер продолжал осаду Зютфена. Он был не в состоянии взять город, но сумел занять несколько фортов за Эйсселом, в том числе форт напротив Зютфена, который был взят в результате неожиданной атаки Эдварда Стэнли, брата Уильяма Стэнли, и отряда из 12 солдат. Вскоре после этого англичане и голландцы также ушли на зимние квартиры. Сэр Уильям Стэнли получил под командование Девентер, сэр Джон Берроуз — Дуйсбург, а Роуленд-Йорк — форт Зютфена. Лестер не сомневался в надежности Стэнли и Йорка, но в 1587 году оба переметнулись на сторону испанцев и сдали свои укрепления Таксису.
Эти действия свели на нет завоевания кампании 1586 года и подорвали репутацию Лестера и уверенность голландцев в английских войсках. Генеральные штаты приняли решение назначить графа Морица Оранского генерал-губернатором Нидерландов. Зютфен и Девентер оставались под испанским контролем до их захвата Морицем в 1591 году.